# Yezoceryx apicipennis
Yezoceryx apicipennis är en stekelart som först beskrevs av Turner 1919.  Yezoceryx apicipennis ingår i släktet Yezoceryx och familjen brokparasitsteklar. Inga underarter finns listade i Catalogue of Life.